# Вико (Маса-Карара)
Вико (итал. Vico) је насеље у Италији у округу Маса-Карара, региону Тоскана.
Према процени из 2011. у насељу је живело 100 становника. Насеље се налази на надморској висини од 394 м.